# Ходорківська сільська рада
Ходорківська сільська рада — колишня адміністративно-територіальна одиниця та орган місцевого самоврядування у Ходорківському, Корнинському і Попільнянському районах Бердичівської і Білоцерківської округ, Київської й Житомирської областей Української РСР та України з адміністративним центром у с. Ходорків.

## Населені пункти
Сільській раді були підпорядковані населені пункти:
- с. Ходорків
- с-ще Відродження
- с. Пустельники

## Населення
Відповідно до результатів перепису населення СРСР, кількість населення ради станом на 12 січня 1989 року становила 1 936 осіб.
Станом на 5 грудня 2001 року, відповідно до перепису населення України, кількість мешканців сільської ради становила 1 629 осіб.

## Склад ради
Рада складалась з 16 депутатів та голови.

### Керівний склад сільської ради
| ПІБ                         | Основні відомості                                                 | Дата обрання | Дата звільнення |
| --------------------------- | ----------------------------------------------------------------- | ------------ | --------------- |
| Півень Олександр Васильович | Сільський голова, 1956 року народження, освіта, безпартійний      | 26.03.2006   | 31.10.2010      |
| Півень Олександр Васильович | Сільський голова, 1956 року народження, освіта вища, позапартійна | 31.10.2010   |                 |

Примітка: таблиця складена за даними джерела

## Історія
Створена 1923 року в містечку Ходорків Ходорківської волості Сквирського повіту Київської губернії.
Станом на 1 вересня 1946 року сільська рада входила до складу Корнинського району Житомирської області, на обліку в раді перебувало с. Ходорків.
11 серпня 1954 року, відповідно до указу Президії Верховної ради Української РСР «Про укрупнення сільських рад по Житомирській області», підпорядковано с. Пустельники ліквідованої Пустельницької сільської ради Корнинського району. 27 червня 1969 року взято на облік селище Відродження.
Станом на 1 січня 1972 року сільська рада входила до складу Попільнянського району Житомирської області, на обліку в раді перебували села Пустельники, Ходорків та с-ще Відродження.
Ліквідована 29 грудня 2016 року через об'єднання до складу Попільнянської селищної територіальної громади Попільнянського району Житомирської області.
Входила до складу Ходорківського (7.03.1923 р.), Корнинського (27.03.1925 р., 17.02.1935 р.) та Попільнянського (5.02.1931 р., 28.11.1957 р.) районів.